# Eva Luise und Horst Köhler Stiftung
Die Eva Luise und Horst Köhler Stiftung ist eine 2006 vom damaligen Bundespräsidenten Horst Köhler und seiner Frau Eva Luise Köhler initiierte „Stiftung für Menschen mit Seltenen Erkrankungen“.

## Geschichte und Ziel
Die Stiftung wurde 2006 vom damaligen Bundespräsidenten Horst Köhler und seiner Frau Eva Luise Köhler als „Stiftung für Menschen mit Seltenen Erkrankungen“ initiiert. Sie setzt sich in enger Kooperation mit ACHSE, deren Schirmherrin Eva Luise Köhler ist, für die Forschung auf dem Gebiet der Seltenen Erkrankungen ein.
Im Jahr 2013 wurden Horst und Eva Luise Köhler „für die Unterstützung patientenorientierter Wissenschaft“ durch ihre Stiftung mit dem Bayerischen Stifterpreis ausgezeichnet.

## Eva Luise Köhler Forschungspreis
Im Jahr 2007 lobte die Stiftung erstmals den mit 50.000 Euro dotierten Eva Luise Köhler Forschungspreis aus.

## Vorstand und Stiftungsrat

### Vorstand
- Vorsitzende: Annette Grüters-Kieslich, forschungsorientierte Kinder- und Jugendärztin und ehemalige Dekanin der Berliner Universitätsklinik Charité[2]
- Achim Schroeter, ehemaliger Verwaltungsleiter des Deutschen Sparkassen- und Giroverbandes

### Stiftungsrat
- Vorsitzende: Eva Luise Köhler[2]
- Ulrike Kristina Köhler, Literaturwissenschaftlerin und ehrenamtliches Jurymitglied des HanseMerkur Preises für Kinderschutz
- Herbert Bauer, niedergelassener Hals-, Nasen-, Ohrenarzt i. R.
- Ortwin Guhl, Vorsitzender des Vorstandes i. R. der Sparkasse Tuttlingen, Vorsitzender des Verwaltungsrats des Kirchlichen Hilfsfonds der Diözese Rottenburg-Stuttgart, Mitglied des Stiftungsrats Weltkulturerbe Insel Reichenau
- Dietmar Kokott, Globaler Personalchef a. D. für die Obere Führung der BASF SE, Vice Chairman a. D. des Human Resources Global Council, Vorstandsvorsitzender a. D. und Kuratoriumsmitglied des Wittenberg-Zentrums für Globale Ethik, Beiratsmitglied des Leadership Excellence Institute der Zeppelin Universität Friedrichshafen
- Peter-Christian Müller-Graff, Seniorprofessor an der Universität Heidelberg, wo er bis zu seiner Emeritierung 2016 einen Lehrstuhl für Bürgerliches Recht, Handels- und Wirtschaftsrecht, Europarecht und Rechtsvergleichung innehatte
- Britta Siegmund, Klinikdirektorin der Medizinischen Klinik für Gastroenterologie, Infektiologie und Rheumatologie in der Charité – Universitätsmedizin Berlin
- Heinz-Gerhard Wilkens, ehemaliger Leiter der Abteilung Unternehmenskommunikation und Unternehmenssprecher der HanseMerkur Versicherungsgruppe, ehrenamtlicher Leiter der Obdachlosenhilfe des Deutschen Roten Kreuzes in Hamburg